# Nomen omen

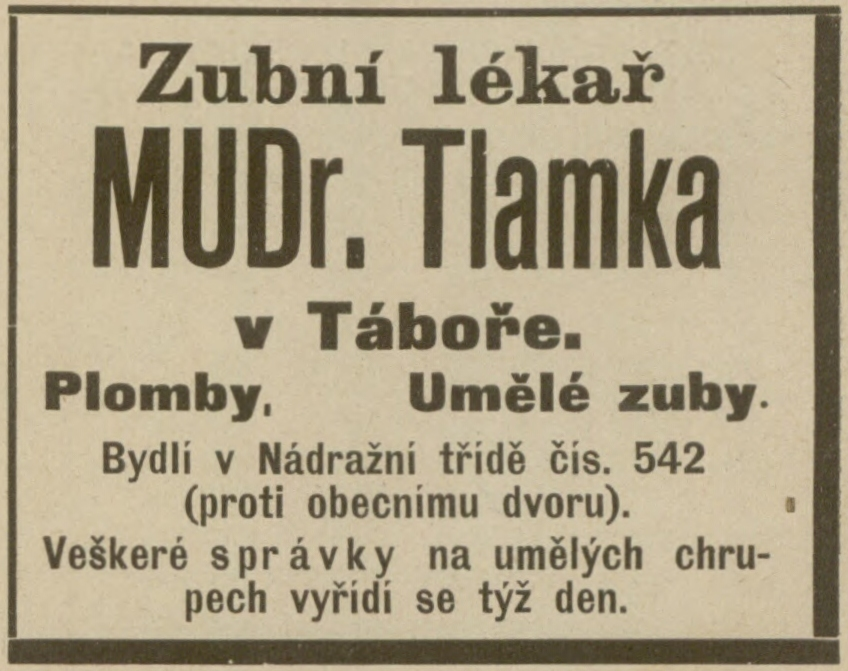
Inzerát zubního lékaře MUDr. Tlamky z Tábora z roku 1907.

Nomen omen (doslovně jméno znamení) je latinské rčení, které se používá v případě, kdy jméno osoby nebo název místa vyjadřuje charakteristickou vlastnost svého nositele. 
Výraz pochází od římského dramatika Tita Maccia Plauta (asi 250–184 př. n. l.), který ve své hře Persa (Peršan) použil formulaci nomen atque omen (latinsky „název a znamení zároveň“). V jeho hře se vyskytuje postava velmi zištné nevěstky, která se jmenuje Lucris (lucrum, lat. zisk).
Obdobná spojení jména a vlastností lze nalézt i v dílech jiných autorů, např. v Molièrově komedii Lakomec, kde je hlavní postavou Harpagon (harpago, lat. loupit), velmi často pak v pohádkových příbězích (Dlouhý, Široký a Bystrozraký, Otesánek, Cruella de Vil, strýček Skrblík apod.), komiksech Asterixova dobrodružství nebo v sérii románů Harry Potter.